# Papilio zenobia
Papilio zenobia is een vlinder uit de familie van de pages (Papilionidae). De wetenschappelijke naam van de soort is voor het eerst geldig gepubliceerd in 1875 door Johann Christian Fabricius.